# Grog

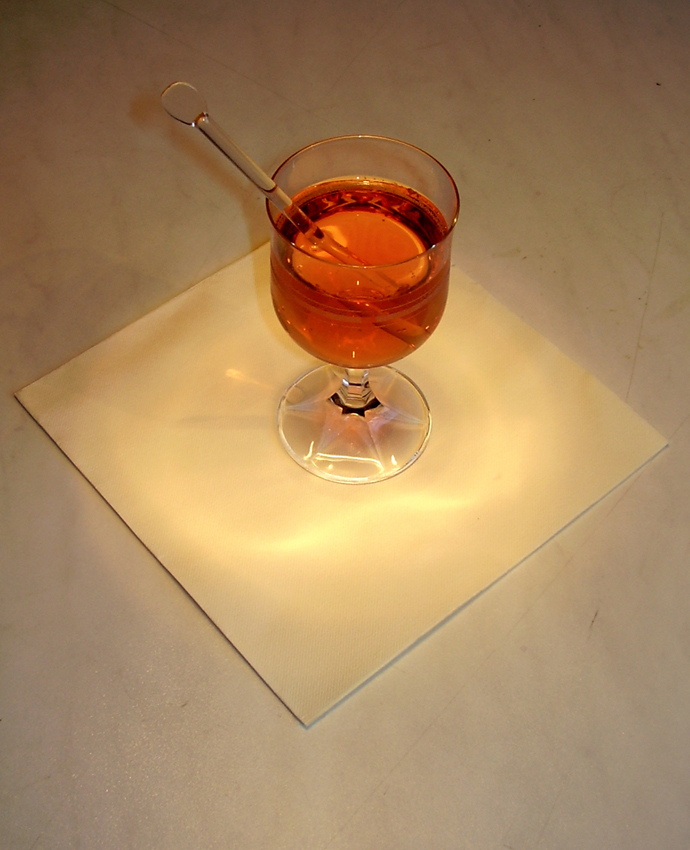
Un bicchiere di grog

Il grog è una bevanda alcolica composta di acqua e rum. Fu introdotto nella Royal Navy dal Vice Ammiraglio Edward Vernon il 21 agosto 1740. Versioni moderne della bevanda prevedono l'uso di succo di limone o di limetta, cannella o zucchero per migliorarne il gusto. Il rum con acqua, zucchero e noce moscata è noto come Bumboo e fu popolare tra pirati e mercanti.

## Origine e storia
L'acqua dolce trasportata a bordo delle navi sviluppava rapidamente alghe diventando limacciosa. Veniva quindi addolcita con birra o vino per renderla gradevole al palato. Con il divenire più comune dei viaggi lunghi, divenne sempre più difficile provvedere all'immagazzinamento e iniziò ad avere un senso la razione giornaliera di un gallone di birra per marinaio. A seguito della conquista britannica della Giamaica nel 1655, una mezza pinta (o gill) di rum rimpiazzò gradualmente birra e brandy come bevanda preferita.
Dare la razione pura ai marinai causava altri problemi, poiché alcuni conservavano le razioni di rum per alcuni giorni e poi le bevevano tutte in un colpo. A causa delle conseguenti indisposizioni e dei problemi disciplinari, il rum fu miscelato all'acqua. In questo modo se ne diluiva l'effetto inebriante e l'acqua si guastava più lentamente. Una mezza pinta di rum mischiata con un quarto di gallone d'acqua (essendo 1 gallone pari ad 8 pinte, in pratica erano 4 parti di acqua ed 1 parte di rum) e servita in due parti, prima di mezzogiorno e dopo la fine della giornata lavorativa, divenne parte del regolamento ufficiale della Royal Navy nel 1756 e restò in vigore per più di due secoli. Quando si scoprì che dosi giornaliere di vitamina C prevenivano lo scorbuto, alla ricetta fu aggiunto anche succo di limone o di limetta.
I marinai chiamarono la bevanda annacquata grog prendendo spunto dal nomignolo del suo inventore, l'ammiraglio Edward "Old Grog" Vernon, chiamato così per il cappotto di Gros Grain (in inglese grogram) che indossava. Sostenevano che la nuova bevanda, sanzionata dal regolamento, fosse sgradevole e del tutto diversa dal buon vecchio rum, «sottile (in inglese 'thin' significa anche 'diluito') come il cappotto del vecchio Grog!». La pratica di servire grog due volte al giorno venne importata anche nella Continental Navy e nella Marina Militare degli Stati Uniti. Robert Smith, all'epoca Segretario alla Marina, provò a sostituire la razione di rum d'importazione con una di whiskey di segale.
Vedendo che la cosa era gradita ai marinai americani, il cambiamento divenne permanente. Si narra che i suoi marinai seguirono l'usanza dei loro predecessori inglesi e presero a chiamare la razione "Bob Smith" invece che grog. Sebbene la Marina Militare degli Stati Uniti non contemplasse più la razione di rum dal 1º settembre 1862, la Royal Navy ne continuò la distribuzione. Con i movimenti per la temperanza del tardo XIX secolo iniziò a cambiare l'atteggiamento verso le bevande alcoliche ed i giorni del grog lentamente giunsero alla fine. Il 28 gennaio 1970 ebbe luogo il "Grande dibattito sul rum" nella Camera dei Comuni ed il 30 luglio 1970, che tuttora è chiamato il "Black tot day", fu dato l'ultimo segnale di Up Spirits nella Royal Navy.
Fino alla sospensione della razione di grog del 1970, il rum della Royal Navy aveva una gradazione alcolica di 47,5; la razione abituale era di 1/8 di pinta, diluita due parti ad una con acqua (tre parti ad una fino alla seconda guerra mondiale). Razioni extra di rum erano fornite per le feste speciali, come il Trafalgar day, ed i marinai potevano dividere le loro razioni col cuoco o con un compagno che festeggiava il compleanno. Col tempo la distribuzione della razione di rum si arricchì di un rituale elaborato. Alle 11 di mattina l'aiuto nostromo suonava Up spirits, il segnale per cui il sottufficiale di giornata saliva sul ponte di poppa e radunava le chiavi della stanza degli alcolici da un ufficiale, il costruttore di barili della nave, e un distaccamento dei Royal Marine.
In processione essi aprivano la porta della stanza degli alcolici, e testimoniavano all'immissione in un fusto di un ottavo di pinta di rum per ogni marinaio e sottufficiale della nave con più di 19 anni di età e che non fosse sotto punizione. Due marine sollevavano il fusto e lo portavano sul ponte, prestando guardia mentre una fila di cuochi della mensa dei sottufficiali tenevano saldamente la propria brocca. Il sergente dei marine versava la razione su istruzione dell'attendente capo, che annunciava il numero di sottufficiali che potevano bere, presenti in ogni mensa sottufficiali. Il resto del rum veniva mischiato in una vasca con due parti di acqua, diventando il grog somministrato alla truppa.
A mezzogiorno l'aiuto nostromo suonava Muster for rum, e i cuochi di ogni mensa si presentavano con dei secchi di stagno. Il sergente dei marines prelevava il numero autorizzato di tots (mezze pinte) con la supervisione del sottufficiale di giornata. I pochi tots di grog che restavano nella vasca (detti plushers) venivano versati negli scarichi (scuppers) finendo in mare. I sottufficiali venivano serviti per primi e avevano diritto ad una razione di rum non diluita. La truppa beveva il suo grog in un unico sorso, quando aveva finito il proprio lavoro attorno a mezzogiorno.

### Preparazione
Di ricette di preparazione per il grog ve ne sono molte, questa è una delle più conosciute:
- 250 ml di rum scuro,
- 120 grammi di zucchero di canna,
- succo di mezzo limone,
- 500 ml di acqua bollente.

Gli ingredienti vanno mischiati. Una leggenda narra di come il 27 luglio 1812, la U.S.S. Constitution fosse salpata da Boston con un carico completo di 475 ufficiali e uomini, 48.600 galloni di acqua dolce, 7.400 palle di cannone, 11.600 libbre di polvere nera e 79.400 galloni di rum."
La sua missione: "Distruggere o disturbare le navi inglesi."
Raggiungendo la Giamaica il 6 ottobre, la nave caricò 826 libbre di farina e 68.300 galloni di rum. Si diresse quindi verso le Azzorre, arrivandovi il 12 novembre. Qui si approvvigionò di 550 libbre di carne e di 64.300 galloni di vino portoghese. Il 18 novembre fece vela per l'Inghilterra. Nei giorni seguenti sconfisse cinque navi da guerra britanniche e catturò per poi affondare 12 mercantili inglesi, salvando solo il rum a bordo di ognuno di essi.
Il 26 gennaio polvere da sparo e colpi erano finiti. Ciononostante, benché disarmata, compì un'incursione notturna risalendo il Firth of Clyde in Scozia. La sua compagnia da sbarco catturò una distilleria di whiskey e trasferì a bordo entro l'alba 40.000 galloni di single malt Scotch.
La U.S.S. Constitution arrivò a Boston il 20 febbraio 1813, senza munizioni, cibo, polvere da sparo, senza rum, senza vino, senza whiskey, ma con 48.600 galloni di acqua stagnante.

## Altri significati del termine
- Nella cultura popolare australiana si può indicare con grog una qualsiasi bevanda alcolica.
- In Svezia è un modo di definire una bevanda che non corrisponde ad una precisa ricetta e che, in linea generale, non ha un sapore molto gradevole (può essere approssimativamente tradotto come "sbobba alcolica").
- Nelle isole Figi come grog viene comunemente indicata nella tradizione popolare la bevanda nazionale "yagona" ovvero kava, che non è alcolica ma è un blando ansiolitico con un leggero effetto psicoattivo.
- Il grog, nel mondo dei graffiti, è un tipo di inchiostro.
- Per grog nell'ambito dell'edilizia, e in particolare della produzione di terracotta, si intende l'insieme dei frammenti di tubature e prodotti di scarto dello stesso materiale, poi riutilizzati nella produzione di un nuovo "impasto". Questa tecnica rende questo impasto più adatto alla cottura, in quanto ne aumenta la resistenza alle alte temperature[1].

## Nella cultura di massa

### In letteratura
- Viene citato spesso in Moby Dick, di Herman Melville, come bevanda ampiamente utilizzata dai marinai dell'equipaggio del Pequod.
- Viene citato nel capolavoro di Robert Louis Stevenson, L'isola del tesoro, offerto ai marinai della Hispaniola.
- Viene citato nell'opera di Charles Dickens Little Dorrit, in cui l'autore paragona una stanza della Marshalsea, la prigione dove è ambientata buona parte del libro, al sovracitato liquore annacquato. Questa stanza viene detta possedere due delle tre qualità che all'epoca contraddistinguevano l'assunzione del grog per le signore: caldo, forte e in abbondanza (gli inglesi, parlando del grog, sogliono dire: Hot, strong and plenty of it [lett. "Caldo, forte e in abbondanza"]). La stanza infatti difettava di quest'ultima qualità, essendo bassa e angusta.
- È citato ne L'educazione sentimentale e in Madame Bovary di Gustave Flaubert, dove molti dei personaggi bevono questo liquore.
- Viene citato nel romanzo Storia di Arthur Gordon Pym di Edgar Allan Poe quale bevanda consumata da alcuni membri dell'equipaggio di una nave pirata.
- Viene ripetutamente citato come bevanda utilizzata da Siegmund Gosch nel romanzo I Buddenbrook di Thomas Mann (Siegmund Gosch, il vecchio mediatore, era nella veranda dell'edificio principale e beveva il suo grog al rum [...], I Buddenbrook, trad.it. 1949, Arnoldo Mondadori editore, p. 623)
- È citato in molti romanzi del commissario Maigret, scritti dal romanziere belga Georges Simenon, come antidoto alle conseguenze del gran freddo preso lungo le strade di Parigi durante le sue indagini.
- È citato nel romanzo La verità sul caso Harry Quebert dello scrittore svizzero Joël Dicker.
- È citato nelle prime pagine del romanzo Un crime ("Un delitto") di Georges Bernanos (1935), quando la governante Céleste promette di prepararne di buoni, "caldi e zuccherati" alla giovane Phémie per convincerla a passare la notte con lei in quella casa deserta e sperduta.
- È citato nel libro Harry Potter e la Camera dei Segreti e bevuto dal Mezzogigante Rubeus Hagrid

.* É citato nel racconto «L’altro cielo » di Julio Cortazar, come bevanda tanto utile per scaldarsi dal freddo invernale parigino.

### Nei fumetti
È citato da zio Paperone nella storia "Zio Paperone e il coniglio ranista", pubblicata per la prima volta su Topolino libretto n. 425 nel 1964

### Nel cinema
- Nel film Master and Commander - Sfida ai confini del mare si fa riferimento al grog come causa di insubordinazione nella nave quando il dottor Maturin suggerisce al capitano Aubrey di gettare a mare tutto il grog (Tip the ship's grog over the side), ma il capitano si rifiuta categoricamente: Stop 200 years of privilege and tradition? I'd rather have them three sheets to the wind on occasion than have a mutiny on my hands!

### Nei cartoni animati
- Il grog è citato anche in una puntata del cartone animato South Park; in detto episodio Cartman crea una ciurma, arriva in una bettola in Somalia, ed al cameriere chiede un grog.
- Il grog viene citato nel quarto episodio della serie animata Disincanto, quando il demone Luci dice di voler bere grog infuocato dal cranio di un bambino

### Nelle canzoni
- Il grog è citato nella canzone Billy Budd di Vinicio Capossela contenuta in "Marinai, profeti e balene".
- Compare il nome Grog nella copertina (che ricorda l'etichetta di una bottiglia) dell'album Il Distillato[2] secondo album di Barbascura X e viene citato nella canzone La Ballata degli Annegati dell'omonimo album.
- È il protagonista del brano dei The Dubliners All for my grog

### Nei videogiochi
- Il grog è più volte menzionato come bevanda da pirati nella serie di videogiochi Monkey Island. La versione del grog che vi viene descritta, però, è abbastanza acida da dissolvere tazze di peltro e solide barre metalliche. Nel primo capitolo della saga, secondo i Pirati dall'aspetto importante, il grog sarebbe un miscuglio segreto composto da uno o più di ingredienti improbabili o velenosi.
- In Fuga da Monkey Island vengono nominati il "Grogghino" (in originale "Grog-Lite", grog leggero "per famiglie") e il "groggoccino" (una bevanda servita allo Starbuccaneers, una parodia delle coffee-house Starbucks)
- Il grog è la seconda più costosa bevanda alcolica disponibile nel gioco on-line Yohoho! Puzzle Pirates.
- Nel gioco on-line gratuito Kingdom of Loathing, un grog è una bevanda fatta mescolando lime e una bottiglia di rum. Il grog può poi essere cambiato in seguito in una bevanda di alto livello detta grogtini.
- Nel gioco on-line Neopets, il grog è un oggetto che il giocatore può possedere.
- Nel Multi User Dungeon on-line Ancient Anguish, bottiglie di grog sono disponibili all'acquisto nella città di Dalair.
- Nel videogioco per PSP, MediEvil Resurrection, i pirati che combattono contro il protagonista Sir Daniel Fortesque nel livello "Porto Scorbuto", sono ebbri per aver bevuto grog di pessima qualità con gallette.
- Nel videogioco per PSP, Pirati dei Caraibi: La maledizione del forziere fantasma, il giocatore che impersona il Capitano Jack Sparrow utilizza il grog per recuperare energia.
- Nel gioco Rogue Galaxy il grog è la bevanda preferita del personaggio Zegram; bevendolo, riesce a portare le proprie statistiche d'attacco in battaglia.
- Nel videogioco Ratchet and Clank Future: Armi di Distruzione Il grog è la bevanda preferita dei pirati spaziali.
- Nel gioco "Gothic II: La Notte Del Corvo" ha le stesse proprietà e lo stesso prezzo del rum e lo si può trovare all'interno di casse in prossimità del mare.
- Nel videogioco Runaway 2: The Dream of the Turtle, nell'ultimo capitolo, che costituisce un chiaro tributo a Monkey Island per le ambientazioni e i personaggi, il grog ha un ruolo fondamentale per lo svolgimento dell'avventura.
- Nel videogioco Risen 2: Dark Waters il giocatore che impersona l'eroe senza nome utilizza il grog per recuperare energia.[senza fonte]
- Nel videogioco The Great Fusion è menzionato il grog, con la stessa ricetta di preparazione di quello usato in Monkey Island.
- Nel videogioco online League of Legends, il personaggio Gangplank ha un riferimento alla bevanda nella sua mossa "Lama Intrisa di Grog".
- Nel videogioco La Terra di Mezzo: L'ombra di Mordor, il grog è la bevanda preferita degli orchi che servono Sauron.
- Nell'app Plunder Pirates il grog è una risorsa importante per reclutare pirati e serve per tutta la durata del gioco.
- Nell'app Doom & Destiny, uno dei personaggi è un pirata pastafariano, e uno dei suoi primi attacchi è chiamato il "Grog Stordente"
- Nel videogioco "Sea of Thieves", il "grog" è la bevanda disponibile su ogni imbarcazione, ed in ogni avamposto dell'intera mappa. Bisogna però prestare attenzione a non berne quantità ingenti (più di un calice), rischio: vomito e vacillamento incontrollati.